# Klaas Ooms
Klaas Ooms (Amsterdam, 9 giugno 1917 – 17 gennaio 1970) è stato un calciatore olandese, di ruolo attaccante.

## Carriera
Debuttò a diciassette anni nel DWV Amsterdam, dove venne allenato dall'inglese Fred Pagnam che fu tra i primi ad introdurre il Sistema nei Paesi Bassi.